# 柔軟
| ウィキペディアには「柔軟」という見出しの百科事典記事はありません（タイトルに「柔軟」を含むページの一覧/「柔軟」で始まるページの一覧）。 代わりにウィクショナリーのページ「柔軟」が役に立つかもしれません。 |